# Traçador
Un traçador és una substància que conté un o diversos núclids radioactius i permet de seguir l'evolució d'una altra amb la qual ha estat mesclada, pel fet que la radioactivitat del traçador és detectable al llarg del camí de la mescla.